# Op volle kracht (album)
Op volle kracht is een studioalbum van de Nederlandse zanger Jannes. Het album opgenomen onder leiding van de muziekproducenten Emile Hartkamp en Norus Padidar verscheen in juni 2012. Ter promotie gaf Jannes op 8 september 2012 in Ahoy Rotterdam een concert. Het album kwam op de eerste positie binnen in de Nederlandse Album Top 100, maar hield het daar slechts 1 week uit. Het werd verdrongen door Linkin Parks Living Things. Het was het vijfde album van Jannes dat de nummer 1-positie haalde. In de Vlaamse Ultratop 100 albumlijst kwam het album niet verder dan een 136ste plaats.
Er verschenen twee singles als muziekdownload: Ik wil 'n boerenmeid en Ik heb te veel van jou gehouden.

## Tracklist
| 1.                 | Als je lacht                          | 3:05 |
| 2.                 | Ik wil 'n boerenmeid                  | 3:04 |
| 3.                 | Zolang ik leef                        | 3:51 |
| 4.                 | Waarom, waarom                        | 3:30 |
| 5.                 | Ik heb te veel van jou gehouden       | 3:25 |
| 6.                 | Ik krijg de kriebels van jou          | 3:28 |
| 7.                 | Je bent mijn leven                    | 3:19 |
| 8.                 | Mijn stil verdriet                    | 3:25 |
| 9.                 | Vertel die leugens maar aan jezelf    | 3:35 |
| 10.                | Belle amore                           | 3:27 |
| 11.                | Een liefdestraan                      | 3:08 |
| 12.                | Ik wil met al mijn liefde jou omarmen | 3:41 |
| Totale duur: 40:58 |                                       |      |

## Hitnoteringen

### NederlandseAlbum Top 100
| Hitnotering: (Week 1 t/m 17) 23-06-2012 t/m 13-10-2012 Hitnotering: (Week 18) 03-11-2012 | Hitnotering: (Week 1 t/m 17) 23-06-2012 t/m 13-10-2012 Hitnotering: (Week 18) 03-11-2012 | Hitnotering: (Week 1 t/m 17) 23-06-2012 t/m 13-10-2012 Hitnotering: (Week 18) 03-11-2012 | Hitnotering: (Week 1 t/m 17) 23-06-2012 t/m 13-10-2012 Hitnotering: (Week 18) 03-11-2012 | Hitnotering: (Week 1 t/m 17) 23-06-2012 t/m 13-10-2012 Hitnotering: (Week 18) 03-11-2012 | Hitnotering: (Week 1 t/m 17) 23-06-2012 t/m 13-10-2012 Hitnotering: (Week 18) 03-11-2012 | Hitnotering: (Week 1 t/m 17) 23-06-2012 t/m 13-10-2012 Hitnotering: (Week 18) 03-11-2012 | Hitnotering: (Week 1 t/m 17) 23-06-2012 t/m 13-10-2012 Hitnotering: (Week 18) 03-11-2012 | Hitnotering: (Week 1 t/m 17) 23-06-2012 t/m 13-10-2012 Hitnotering: (Week 18) 03-11-2012 | Hitnotering: (Week 1 t/m 17) 23-06-2012 t/m 13-10-2012 Hitnotering: (Week 18) 03-11-2012 | Hitnotering: (Week 1 t/m 17) 23-06-2012 t/m 13-10-2012 Hitnotering: (Week 18) 03-11-2012 | Hitnotering: (Week 1 t/m 17) 23-06-2012 t/m 13-10-2012 Hitnotering: (Week 18) 03-11-2012 | Hitnotering: (Week 1 t/m 17) 23-06-2012 t/m 13-10-2012 Hitnotering: (Week 18) 03-11-2012 | Hitnotering: (Week 1 t/m 17) 23-06-2012 t/m 13-10-2012 Hitnotering: (Week 18) 03-11-2012 | Hitnotering: (Week 1 t/m 17) 23-06-2012 t/m 13-10-2012 Hitnotering: (Week 18) 03-11-2012 | Hitnotering: (Week 1 t/m 17) 23-06-2012 t/m 13-10-2012 Hitnotering: (Week 18) 03-11-2012 | Hitnotering: (Week 1 t/m 17) 23-06-2012 t/m 13-10-2012 Hitnotering: (Week 18) 03-11-2012 | Hitnotering: (Week 1 t/m 17) 23-06-2012 t/m 13-10-2012 Hitnotering: (Week 18) 03-11-2012 | Hitnotering: (Week 1 t/m 17) 23-06-2012 t/m 13-10-2012 Hitnotering: (Week 18) 03-11-2012 | Hitnotering: (Week 1 t/m 17) 23-06-2012 t/m 13-10-2012 Hitnotering: (Week 18) 03-11-2012 | Hitnotering: (Week 1 t/m 17) 23-06-2012 t/m 13-10-2012 Hitnotering: (Week 18) 03-11-2012 |
| Week:                                                                                    | 1                                                                                        | 2                                                                                        | 3                                                                                        | 4                                                                                        | 5                                                                                        | 6                                                                                        | 7                                                                                        | 8                                                                                        | 9                                                                                        | 10                                                                                       | 11                                                                                       | 12                                                                                       | 13                                                                                       | 14                                                                                       | 15                                                                                       | 16                                                                                       | 17                                                                                       |                                                                                          | 18                                                                                       |                                                                                          |
| ---------------------------------------------------------------------------------------- | ---------------------------------------------------------------------------------------- | ---------------------------------------------------------------------------------------- | ---------------------------------------------------------------------------------------- | ---------------------------------------------------------------------------------------- | ---------------------------------------------------------------------------------------- | ---------------------------------------------------------------------------------------- | ---------------------------------------------------------------------------------------- | ---------------------------------------------------------------------------------------- | ---------------------------------------------------------------------------------------- | ---------------------------------------------------------------------------------------- | ---------------------------------------------------------------------------------------- | ---------------------------------------------------------------------------------------- | ---------------------------------------------------------------------------------------- | ---------------------------------------------------------------------------------------- | ---------------------------------------------------------------------------------------- | ---------------------------------------------------------------------------------------- | ---------------------------------------------------------------------------------------- | ---------------------------------------------------------------------------------------- | ---------------------------------------------------------------------------------------- | ---------------------------------------------------------------------------------------- |
| Positie:                                                                                 | 1                                                                                        | 2                                                                                        | 3                                                                                        | 2                                                                                        | 7                                                                                        | 10                                                                                       | 12                                                                                       | 11                                                                                       | 20                                                                                       | 31                                                                                       | 22                                                                                       | 19                                                                                       | 30                                                                                       | 53                                                                                       | 64                                                                                       | 59                                                                                       | 84                                                                                       | uit                                                                                      | 91                                                                                       | uit                                                                                      |

### VlaamseUltratop 200Albums
| Hitnotering: (Week 1 t/m 4) 23-06-2012 t/m 14-07-2012 Hitnotering: (Week 5) 18-08-2012 | Hitnotering: (Week 1 t/m 4) 23-06-2012 t/m 14-07-2012 Hitnotering: (Week 5) 18-08-2012 | Hitnotering: (Week 1 t/m 4) 23-06-2012 t/m 14-07-2012 Hitnotering: (Week 5) 18-08-2012 | Hitnotering: (Week 1 t/m 4) 23-06-2012 t/m 14-07-2012 Hitnotering: (Week 5) 18-08-2012 | Hitnotering: (Week 1 t/m 4) 23-06-2012 t/m 14-07-2012 Hitnotering: (Week 5) 18-08-2012 | Hitnotering: (Week 1 t/m 4) 23-06-2012 t/m 14-07-2012 Hitnotering: (Week 5) 18-08-2012 | Hitnotering: (Week 1 t/m 4) 23-06-2012 t/m 14-07-2012 Hitnotering: (Week 5) 18-08-2012 | Hitnotering: (Week 1 t/m 4) 23-06-2012 t/m 14-07-2012 Hitnotering: (Week 5) 18-08-2012 |
| Week:                                                                                  | 1                                                                                      | 2                                                                                      | 3                                                                                      | 4                                                                                      |                                                                                        | 5                                                                                      |                                                                                        |
| -------------------------------------------------------------------------------------- | -------------------------------------------------------------------------------------- | -------------------------------------------------------------------------------------- | -------------------------------------------------------------------------------------- | -------------------------------------------------------------------------------------- | -------------------------------------------------------------------------------------- | -------------------------------------------------------------------------------------- | -------------------------------------------------------------------------------------- |
| Positie:                                                                               | 155                                                                                    | 197                                                                                    | 136                                                                                    | 181                                                                                    | uit                                                                                    | 159                                                                                    | uit                                                                                    |